# Liste von Sakralbauten in Sinzig

Sinzig

Die Liste von Sakralbauten in Sinzig gibt einen Überblick über die Kirchen, Klöster und sonstigen Sakralbauten in Sinzig, Landkreis Ahrweiler.

## Liste
- Evangelische Adventskirche
- Katholische Pfarrkirche St. Peter
- Katholische Pfarrkirche St. Sebastianus, Stadtteil Bad Bodendorf
- Katholische Pfarrkirche St. Michael, Stadtteil Franken
- Katholische Filialkapelle St. Wendelin, Stadtteil Koisdorf
- Katholische Pfarrkirche St. Georg, Stadtteil Löhndorf
- Katholische Pfarrkirche St. Peter, Stadtteil Westum